# 穆坎比卡南鰍
穆坎比卡南鰍（學名：Schistura mukambbikaensis）為輻鰭魚綱鯉形目條鰍科南鰍屬的其中一種。分布於亞洲印度淡水流域，體長可達5.3公分，棲息在河川底層水域，生活習性不明。

## 扩展阅读
維基物種上的相關：穆坎比卡南鰍